# Москвашур
Москвашу́р — бывшая деревня в Андрейшурском сельском поселении Балезинского района Удмуртии. Центр поселения — село Андрейшур.
Деревня находится на реке Кеп, немного выше по течению чем село Нововолково.
Население — 15 человек в 1961.
Изначальное название деревни — Маквашур, судя по всему было искажено в XIX-ом веке переписчиками, не знающими удмуртского и придавшим топониму созвучие с городом Москва. Также в архивных документах числится как починок Чунисин или Чунисим-при.
В деревне родился Александр Васильевич Волков (1909—1987) — удмуртский писатель, заслуженный зоотехник Удмуртии.